# Lorentz Wolter
Lorentz Wolter var en målare av tysk börd 
Wolter var verksam i Sverige under senare hälften av 1600-talet. Tillsammans med Johan Wulf anställdes han av Magnus Gabriel De la Gardie för att utföra dekorationsmålningar på Kägleholm. Sannolikt arbetade han även på De la Gardies Venngarn. I samband med ombyggnaden av Ödeby kyrka blev han under flitigt anlitad och i en räkning uppger han att han bland annat utfört König David auf den Orgel in der Kirche mit florentiner lach laciret.